# Чемпіонат Європи з футболу 1968 (кваліфікаційний раунд)
Кваліфікаційний турнір Чемпіонату Європи з футболу 1968 року відбувався з 7 вересня 1966 по 11 травня 1968 року. Турнір проводилися в два етапи: груповий етап і чвертьфінальні матчі. Сім груп по 4 команди в кожній і ще одна з трьома командами. Гралося по два матчі з кожною командою (вдома і в гостях). Тільки переможці груп потрапляли в наступний етап кваліфікації. Чвертьфіналісти грали по два матчі між собою (вдома і в гостях). Переможці пар потрапляли у фінальний турнір.

## Перший етап
У першому етапі брали участь збірні 31 країни, були відсутні команди Ісландії та Мальти. При формуванні груп було застосовано метод розсіювання найсильніших.

### Група 1
До першої групи увійшли збірні Іспанії, Чехословаччини, Ірландії й Туреччини. Боротьба йшла в основному до матчів Іспанії й Чехословаччини між собою, які закінчилися взаємними перемогами на своїх полях. Іспанці, закінчивши турнір, мали після 6 ігор 8 очок, команда Чехословаччини — 6 очок і дві гри попереду — зі збірною Туреччини (на виїзді) і вдома з Ірландією. В цій досить вигідній ситуації збірна Чехословаччини втратила можливість вийти до наступної стадії — чехи закінчили матч із Туреччиною внічию й програли ірландцям у Празі.
| Поз | Команда        | І | В | Н | П | ГЗ | ГП | РГ | О | Кваліфікація |     | Іспанія | Чехословаччина | Ірландія | Туреччина |
| --- | -------------- | - | - | - | - | -- | -- | -- | - | ------------ | --- | ------- | -------------- | -------- | --------- |
| 1   | Іспанія        | 6 | 3 | 2 | 1 | 6  | 2  | +4 | 8 | плей-оф      |     | —       | 2–1            | 2–0      | 2–0       |
| 2   | Чехословаччина | 6 | 3 | 1 | 2 | 8  | 4  | +4 | 7 |              |     | 1–0     | —              | 1–2      | 3–0       |
| 3   | Ірландія       | 6 | 2 | 1 | 3 | 5  | 8  | −3 | 5 |              | 0–0 | 0–2     | —              | 2–1      |           |
| 4   | Туреччина      | 6 | 1 | 2 | 3 | 3  | 8  | −5 | 4 |              | 0–0 | 0–0     | 2–1            | —        |           |

### Група 2
До другої групи увійшли Болгарія, Португалія, Швеція й Норвегія. Фаворитом вважали команду Португалії, третього призера VIII чемпіонату світу. Однак футболісти Болгарії несподівано пройшли турнір без поразок.
| Поз | Команда    | І | В | Н | П | ГЗ | ГП | РГ | О  | Кваліфікація |     | Болгарія | Португалія | Швеція | Норвегія |
| --- | ---------- | - | - | - | - | -- | -- | -- | -- | ------------ | --- | -------- | ---------- | ------ | -------- |
| 1   | Болгарія   | 6 | 4 | 2 | 0 | 10 | 2  | +8 | 10 | плей-оф      |     | —        | 1–0        | 3–0    | 4–2      |
| 2   | Португалія | 6 | 2 | 2 | 2 | 6  | 6  | 0  | 6  |              |     | 0–0      | —          | 1–2    | 2–1      |
| 3   | Швеція     | 6 | 2 | 1 | 3 | 9  | 12 | −3 | 5  |              | 0–2 | 1–1      | —          | 5–2    |          |
| 4   | Норвегія   | 6 | 1 | 1 | 4 | 9  | 14 | −5 | 3  |              | 0–0 | 1–2      | 3–1        | —      |          |

### Група 3
У третій групі зійшлися СРСР, Греція, Австрія й Фінляндія. Радянська збірна лідирувала протягом всього турніру. Зі збірною Австрії зіграла 4:3 і 0:1, виграла у Греції 4:0 і 1:0, Фінляндії 2:0 і 5:2. Внаслідок цього стала переможцем групи.
| Поз | Команда   | І | В | Н | П | ГЗ | ГП | РГ  | О  | Кваліфікація |     | СРСР       | Греція | Австрія | Фінляндія |
| --- | --------- | - | - | - | - | -- | -- | --- | -- | ------------ | --- | ---------- | ------ | ------- | --------- |
| 1   | СРСР      | 6 | 5 | 0 | 1 | 16 | 6  | +10 | 10 | плей-оф      |     | —          | 4–0    | 4–3     | 2–0       |
| 2   | Греція    | 5 | 2 | 1 | 2 | 7  | 8  | −1  | 5  |              |     | 0–1        | —      | 4–1     | 2–1       |
| 3   | Австрія   | 5 | 2 | 1 | 2 | 7  | 9  | −2  | 5  |              | 1–0 | анульовано | —      | 2–1     |           |
| 4   | Фінляндія | 6 | 0 | 2 | 4 | 5  | 12 | −7  | 2  |              | 2–5 | 1–1        | 0–0    | —       |           |

1. ↑  Матч Австрія - Греція був зупинений на 86-й хвилині за рахунку 1-1 через заворушення на стадіоні, результат анульований.[1]

### Група 4
Четверта група: Югославія, ФРН й Албанія. Срібний призер VIII чемпіонату світу команда ФРН з великим рахунком перемогла команду Албанії, однак потім поступилася збірній Югославії 0:1 (це була єдина поразка збірної ФРН у чотирьох європейських чемпіонатах). У Гамбурзі вона взяла реванш 3:1, але зненацька зіграла внічию 0:0 зі збірною Албанії в Тирані. Збірна Югославії, двічі перемігши збірну Албанії, вийшла вперед.
| Поз | Команда   | І | В | Н | П | ГЗ | ГП | РГ  | О | Кваліфікація |     | Югославія | ФРН | Албанія |
| --- | --------- | - | - | - | - | -- | -- | --- | - | ------------ | --- | --------- | --- | ------- |
| 1   | Югославія | 4 | 3 | 0 | 1 | 8  | 3  | +5  | 6 | плей-оф      |     | —         | 1–0 | 4–0     |
| 2   | ФРН       | 4 | 2 | 1 | 1 | 9  | 2  | +7  | 5 |              |     | 3–1       | —   | 6–0     |
| 3   | Албанія   | 4 | 0 | 1 | 3 | 0  | 12 | −12 | 1 |              | 0–2 | 0–0       | —   |         |

### Група 5
П'ята група: Угорщина, НДР, Нідерланди й Данія. Змагання першого раунду розпочалися 7 вересня 1966 в Роттердамі матчем футболістів Нідерландів й Угорщини. Угорці, програючи 0:2, зуміли домогтися нічиєї — 2:2. Багато в чому цей матч визначив успіх футболістів Угорщини.
| Поз | Команда    | І | В | Н | П | ГЗ | ГП | РГ  | О | Кваліфікація |     | Угорщина | НДР | Нідерланди | Данія |
| --- | ---------- | - | - | - | - | -- | -- | --- | - | ------------ | --- | -------- | --- | ---------- | ----- |
| 1   | Угорщина   | 6 | 4 | 1 | 1 | 15 | 5  | +10 | 9 | плей-оф      |     | —        | 3–1 | 2–1        | 6–0   |
| 2   | НДР        | 6 | 3 | 1 | 2 | 10 | 10 | 0   | 7 |              |     | 1–0      | —   | 4–3        | 3–2   |
| 3   | Нідерланди | 6 | 2 | 1 | 3 | 11 | 11 | 0   | 5 |              | 2–2 | 1–0      | —   | 2–0        |       |
| 4   | Данія      | 6 | 1 | 1 | 4 | 6  | 16 | −10 | 3 |              | 0–2 | 1–1      | 3–2 | —          |       |

### Група 6
Шоста група: Італія, Румунія, Швейцарія й Кіпр. Команда Італії позбавила інші команди на вихід у чвертьфінал.
| Поз | Команда   | І | В | Н | П | ГЗ | ГП | РГ  | О  | Кваліфікація |     | Італія | Румунія | Швейцарія | Кіпр |
| --- | --------- | - | - | - | - | -- | -- | --- | -- | ------------ | --- | ------ | ------- | --------- | ---- |
| 1   | Італія    | 6 | 5 | 1 | 0 | 17 | 3  | +14 | 11 | плей-оф      |     | —      | 3–1     | 4–0       | 5–0  |
| 2   | Румунія   | 6 | 3 | 0 | 3 | 18 | 14 | +4  | 6  |              |     | 0–1    | —       | 4–2       | 7–0  |
| 3   | Швейцарія | 6 | 2 | 1 | 3 | 17 | 13 | +4  | 5  |              | 2–2 | 7–1    | —       | 5–0       |      |
| 4   | Кіпр      | 6 | 1 | 0 | 5 | 3  | 25 | −22 | 2  |              | 0–2 | 1–5    | 2–1     | —         |      |

### Група 7
Сьома група: Франція, Бельгія, Польща й Люксембург. Рівні шанси на успіх мали три перші збірні. Збірна Франції закінчила один матч внічию з бельгійцями й двічі перемогла збірну Польщі, яка, в свою чергу, двічі обіграла бельгійців.
| Поз | Команда    | І | В | Н | П | ГЗ | ГП | РГ  | О | Кваліфікація |     | Франція | Бельгія | Польща | Люксембург |
| --- | ---------- | - | - | - | - | -- | -- | --- | - | ------------ | --- | ------- | ------- | ------ | ---------- |
| 1   | Франція    | 6 | 4 | 1 | 1 | 14 | 6  | +8  | 9 | плей-оф      |     | —       | 1–1     | 2–1    | 3–1        |
| 2   | Бельгія    | 6 | 3 | 1 | 2 | 14 | 9  | +5  | 7 |              |     | 2–1     | —       | 2–4    | 3–0        |
| 3   | Польща     | 6 | 3 | 1 | 2 | 13 | 9  | +4  | 7 |              | 1–4 | 3–1     | —       | 4–0    |            |
| 4   | Люксембург | 6 | 0 | 1 | 5 | 1  | 18 | −17 | 1 |              | 0–3 | 0–5     | 0–0     | —      |            |

### Група 8
Восьма група: Англія, Шотландія, Північна Ірландія й Уельс. Чемпіон світу 1966 — збірна Англії ледве уникла втрати участі у фінальній частині Чемпіонату. Тільки поразка Шотландії від Північної Ірландії й нічия шотландців у Ґлазґо з англійцями дозволили останнім вийти в другу стадію.
| Поз | Команда           | І | В | Н | П | ГЗ | ГП | РГ  | О | Кваліфікація |     | Англія | Шотландія | Уельс | Північна Ірландія |
| --- | ----------------- | - | - | - | - | -- | -- | --- | - | ------------ | --- | ------ | --------- | ----- | ----------------- |
| 1   | Англія            | 6 | 4 | 1 | 1 | 15 | 5  | +10 | 9 | плей-оф      |     | —      | 2–3       | 5–1   | 2–0               |
| 2   | Шотландія         | 6 | 3 | 2 | 1 | 10 | 8  | +2  | 8 |              |     | 1–1    | —         | 3–2   | 2–1               |
| 3   | Уельс             | 6 | 1 | 2 | 3 | 6  | 12 | −6  | 4 |              | 0–3 | 1–1    | —         | 2–0   |                   |
| 4   | Північна Ірландія | 6 | 1 | 1 | 4 | 2  | 8  | −6  | 3 |              | 0–2 | 1–0    | 0–0       | —     |                   |

## Другий етап
Після жеребкування створили пари чвертьфіналістів: Франція — Югославія, Болгарія — Італія, Угорщина — СРСР, Англія — Іспанія.
1968 року першими виступили збірні Англії й Іспанії. Англійці домінували в обох матчах і закінчили їх на свою користь. Дуже напружено проходили зустрічі збірних Болгарії й Італії. Обидві команди до цього не програли жодного матчу у своїх групах. Матч у Софії складався явно на користь господарів поля, але за десять хвилин до закінчення італійці скоротили розрив у рахунку до мінімуму. У другій грі в Неаполі італійці перемогли з різницею в два м'ячі, що й забезпечило їм вихід у півфінал. Команда Франції в Марселі грала сильно, але югослави домоглися почесної нічиєї. А в Белграді французи не витримали натиску й крупно програли.
Угорські футболісти вдало провели матч у Будапешті проти радянської збірної — 2:0. У другому матчі в Лужниках збірній СРСР необхідна була перемога з різницею в три м'ячі. І її було досягнуто завдяки високому темпу атак. Після сильного прострільного удару А. Банішевського угорський захисник Е. Шоймоші зрізав м'яч у свої ворота. В іншому таймі М. Хурцілава знайшов пролам у вибудуваній стінці при штрафному ударі, і м'яч знову у воротах. За чверть години до закінчення А. Бишовець забив необхідний третій гол.
| Команда 1 | Заг. | Команда 2 | 1-й матч | 2-й матч |
| --------- | ---- | --------- | -------- | -------- |
| Болгарія  | 3–4  | Італія    | 3–2      | 0–2      |
| Угорщина  | 2–3  | СРСР      | 2–0      | 0–3      |
| Англія    | 3–1  | Іспанія   | 1–0      | 2–1      |
| Франція   | 2–6  | Югославія | 1–1      | 1–5      |

## Кваліфікувались
- Англія
- Італія
- СРСР
- Югославія